# د سوتو (کانزاس)
د سوتو (به انگلیسی: De Soto) شهری در ایالت کانزاس کشور ایالات متحده آمریکا است که جمعیت آن در سرشماری سال ۲۰۱۰ میلادی، ۵٬۷۲۰ نفر بوده‌است.